# Luigi Grechi
Luigi Grechi, pseudonimo di Luigi De Gregori (Padova, 10 agosto 1944), è un cantautore e chitarrista italiano.

## Biografia
Figlio di Giorgio De Gregori, bibliotecario, e Rita Grechi, insegnante di lettere, nonché fratello del cantautore Francesco De Gregori, nasce a Padova nel 1944 e cresce tra Pescara e Roma dove frequenta il liceo classico e successivamente studia letteratura inglese all'Università.
Nel frattempo impara a suonare la chitarra e si appassiona alla musica folk anglostatunitense e al country, compie numerosi viaggi (tra cui un lungo e importante soggiorno in Irlanda ricordato nella canzone "Dublino"). Dalla fine degli anni sessanta è attivo come interprete folk e cantautore (con il nome d'arte di Ludwig) nel celebre Folkstudio di Via Garibaldi a Roma, il locale entrato nella storia come luogo di formazione di tutta la cosiddetta scuola romana dei cantautori, dove stringe contatti importanti con illustri colleghi come Fabrizio De André, Edoardo De Angelis, Francis Kuipers; in questo periodo appare in televisione nel settimanale RAI di attualità "Prisma", interpretando un paio di canzoni folk.  
Trasferitosi a Milano dopo il servizio militare viene assunto alla Biblioteca Civica di Milano dove farà il bibliotecario (come già suo padre e suo nonno) fino al 1982: nel frattempo, assunto come nome d'arte il cognome materno Grechi, pubblica il primo album Accusato di libertà per l'etichetta PDU nel 1975. L'anno successivo pubblica per la stessa etichetta l'album Luigi Grechi, prodotto come il precedente da Roy Tarrant e contenente anche due canzoni inedite di Francesco De Gregori: "Rosso corallo" e "La strada è fiorita".
Sempre assieme al fratello, Grechi firma la canzone "Dublino", pubblicata sul terzo e ultimo album per la PDU Come state?, uscito nel 1979, realizzato con la partecipazione di noti musicisti come Lucio "violino" Fabbri, poi confluito nella Premiata Forneria Marconi, e nel quale, accanto a un classico di Grechi come "Chitarrista cieco", spicca anche una traduzione di "One of us cannot be wrong" da Leonard Cohen (intitolata "La regola d'oro"). Una lunga pausa di silenzio discografico viene spezzata nel 1987 dall'album Dromomania, pubblicato dalla CBS.
Nel frattempo continua comunque l'attività concertistica collaborando anche con artisti come Peter Rowan (di cui ha tradotto numerose canzoni) e il poeta beat Lawrence Ferlinghetti. Nel 1990 Grechi si trova di nuovo privo di contratto discografico e decide di realizzare un demo autoprodotto intitolato Azzardo. Le registrazioni contengono anche la prima versione della sua canzone più celebre, "Il bandito e il campione", ispirata alla storia dell'amicizia che legò il celebre ciclista Costante Girardengo al bandito Sante Pollastri.
Il demo viene però rifiutato da diverse etichette. Tuttavia nel 1993 "Il bandito e il campione" viene ripresa da Francesco De Gregori vendendo oltre 500 000 copie col suo album omonimo, e nello stesso anno a Luigi Grechi viene assegnata la targa per la miglior canzone dell'anno dal Premio Tenco. Nel 1994 ha quindi la possibilità di pubblicare per la Sony un album contenente la sua versione del "Bandito e il campione" accanto ad altre canzoni nuove e alcuni aggiornamenti di materiale dei primi album ormai irreperibili. L'album si intitola Girardengo e altre storie, prodotto da Vincenzo Mancuso (ex chitarrista dei Camaleonti).
Nel 1999 esce Così va la vita, prodotto da Guido Guglielminetti, che accosta ancora nuove versioni di brani già noti a vario materiale inedito. Nel 2003 pubblica l'album Pastore di nuvole, registrato dal vivo nel suo studio personale con lo stesso gruppo di musicisti che lo segue nei suoi concerti (la "Bandaccia"). Nel 2006 partecipa alla realizzazione del secondo album di Andrea Parodi, Soldati, con un recitativo nel brano Formia ha Gaeta ma Gaeta Formia non ha. Nel 2012 pubblica l'album Angeli & fantasmi, utilizzando per la prima volta il suo vero cognome e non quello della madre.
Nel 2015 l'Associazione "Civilia - Cultura, parole e musica" gli assegna il Premio "Civilia - Canzone d'Autore".

## Discografia

### Album in studio
- 1976 - Accusato di libertà
- 1977 - Luigi Grechi
- 1979 - Come state?
- 1987 - Dromomania
- 1990 - Azzardo
- 1994 - Girardengo e altre storie
- 1999 - Così va la vita
- 2003 - Pastore di nuvole
- 2005 - Campione Senza Valore
- 2007 - Ruggine
- 2012 - Angeli & fantasmi
- 2015 - Tutto quel che ho
- 2021 - Sinarra

### Singoli
- 1977 - Le chiavi/Elogio del tabacco